# Sphaerostylis
Sphaerostylis es un género de plantas con flores perteneciente a la familia  Euphorbiaceae. Se encuentran en las regiones tropicales del este de África, Madagascar y oeste de Malasia. Comprende 8 especies descritas y de estas, solo 2 aceptadas.

## Taxonomía
El género fue descrito por  Henri Ernest Baillon y publicado en Étude générale du groupe des Euphorbiacées 466. 1858. La especie tipo es: Sphaerostylis tulasneana Baill.	

## Especies aceptadas
A continuación se brinda un listado de las especies del género Sphaerostylis aceptadas hasta marzo de 2014, ordenadas alfabéticamente. Para cada una se indica el nombre binomial seguido del autor, abreviado según las convenciones y usos.
- Sphaerostylis perrieri Leandri
- Sphaerostylis tulasneana Baill.